# Klagande
En klagande är en fysisk eller juridisk person som klagar hos högre myndighet över lägre myndighets beslut.
Ett exempel på en klagande är en person som hos förvaltningsrätt överklagar ett beslut från Försäkringskassan.